# Istituto di fisica nucleare Budker

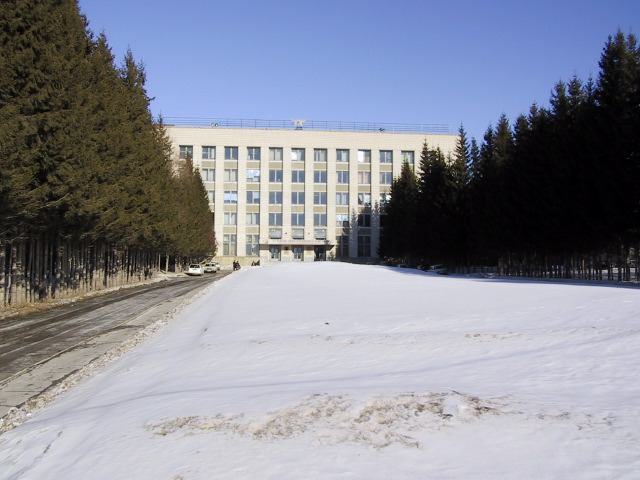
L'Istituto Budker d'inverno

L'Istituto di fisica nucleare Budker è uno dei maggiori centri di ricerca avanzata di fisica nucleare della Russia. Si trova sulla prospettiva Lavrentiev nella cittadina di Akademgorodok accanto alla città di Novosibirsk, in Siberia.
Fu fondato nel 1959 da Gerš Ickovič Budker e dopo la sua morte nel 1977 l'istituto cambiò il nome in suo onore. Il titolo ufficiale in russo è Институт Ядерной Физики имени Будкера (Сибирского Отделения Российской Академии наук) o abbreviato ИЯФ (СО РАН).
La sua attività è concentrata sulla fisica delle alte energie e la fisica delle particelle. Nel 1961 fu messo in operazione VEP-1, uno dei primi acceleratori al mondo a far collidere due fasci di particelle subatomiche. L'Istituto contribuì poi alla costruzione del Large Hadron Collider del CERN mettendo a disposizione equipaggiamento, compresi i magneti per guidare i fasci di particelle.
Il centro impiega circa 3000 persone: 440 ricercatori, 60 ricercatori dottorandi, 760 ingegneri, 350 tecnici di laboratorio e 1300 lavoratori. Fra i collaboratori dell'Istituto Budker ci sono 5 accademici dell'Accademia russa delle scienze, 6 membri corrispondenti, 60 dottori di scienza, 160 dottori di ricerca. L'istituto viene diretto dal consiglio scientifico - chiamato "Tavola rotonda" - e collabora in ricerca ed istruzione con la vicina Università statale di Novosibirsk.

## Direttori dell'Istituto
- 1959-1977 Gerš Budker
- 1977- Aleksandr Skrinskij